# 10570 Сібаясуо
10570 Сібаясуо (10570 Shibayasuo) — астероїд головного поясу, відкритий 8 квітня 1994 року.
Тіссеранів параметр щодо Юпітера — 3,216.
Названо на честь Сіби Ясуо (яп. しば・やすお(司馬康生) сіба ясуо).